# Hanved Sogn
Hanved Sogn er et sogn i det nordlige Sydslesvig, tidligere i Vis Herred (Flensborg Amt), nu kommunerne Hanved og Harreslev i Slesvig-Flensborg Kreds i delstaten Slesvig-Holsten og historisk også omfattende Frøslev i Aabenraa Kommune i Region Syddanmark.
I forbindelse med grænsedragningen i 1920 blev Frøslev overført til Bov Sogn.
I Hanved Sogn findes flg. stednavne:
- Anebylund (Ahnebylund)
- Bjerggård[1] (Berghof)
- Duborg ved Flensborg
- Ellund
- Ellundbro el. Ellund Bro (Ellundbrück)
- Ellundmark (Ellundfeld)
- Frøslev
- Gottrupelle (Gottrupel)
- Hanved (Handewitt)
- Hanvedbusk
- Hanvedmark med Hanved Koloni
- Harreslev (Harrislee)
- Harreslevmark (Harrisleefeld)
- Havrup (Haurup)
- Helvede
- Himmerig (Himmern)
- Hyllerup (Hüllerup)
- Katrinegaard (Katharinenhof)
- Langbjerg
- Musbæk (Musbek)
- Ny Skovkro (Neuholzkrug)
- Ondaften (Undaften)
- Simondys
- Skovkro eller Gl. Skovkro (Altholzkrug)
- Slukefter
- Timmersig (Timmersiek)
- Valsbølvejhusene
- Veding (på dansk også Vedding, på tysk Weding)
- Vesterlund
- Østerlund